# Costes de Palou
Les Costes de Palou és una muntanya de 628 metres que es troba al municipi de Massoteres, a la comarca catalana de la Segarra.
Al cim podem trobar-hi un vèrtex geodèsic (referència 269107001).